# Escala Internacional de Temperaturas de 1990
A Escala Internacional de Temperaturas de 1990 (em inglês:  International Temperature Scale of 1990: ITS-90) define temperaturas nas unidades kelvin e grau Celsius e auxilia na comparação e compatibilidade de medições de temperatura. Embora o kelvin seja definido como o zero absoluto (0 K) e o ponto triplo da água (273,16 K), não é prático usar esta definição para temperaturas que estão longe do ponto triplo da água, pois procedimentos correspondentes para determinar a temperatura absoluta são extremamente complexos e conectados com grande incerteza.
A ITS-90 apresenta temperaturas específicas, os chamados pontos fixos (em sua maioria temperaturas de determinadas transições de fase de algumas substâncias), começando em 0,65 K (para cima), que no passado foram determinadas com um procedimento absoluto (incluindo termômetro de ruído, termômetro de gás, termômetro acústico, radiômetro). Entre esses valores de temperatura é feita interpolação (também raramente extrapolação) usando um definido termômetro, previamente calibrado nos pontos fixos. Para cobrir a escala completa é necessário: termômetro de pressão de vapor de hélio, termômetro de gás hélio, termômetro de termorresistência e termômetro de radiação monocromática. No meio há várias faixas de temperatura que se sobrepõem parcialmente, levando assim a uma ambiguidade inerente da escala (porque diferentes métodos e diferentes pontos fixos normalmente não indicam exatamente as mesmas temperaturas).
Os valores padrão (os pontos fixos), nos quais a ITS-90 se baseia, fornecem apenas o padrão do ano 1990, e podem ser refinados em uma futura escala ITS XX (esperada para depois de 2010). Da mesma forma, a fórmula de interpolação e até mesmo os métodos de termometria podem ser adaptados, bem como é a ITS-90 uma evolução de suas antecessoras, a IPTS-68 e a EPT-76 (faixa de baixa temperatura). Assim como atualmente medições de precisão histórica podem ser convertidas uma na outra, a ITS-90 garante a rastreabilidade dos dados de temperatura em nosso tempo para o futuro, o que o método absoluto (ainda) não proporciona.
A tabela a seguir mostra alguns dos valores da escala.
| Ponto fixo                 | Temperatura (K) | Temperatura (°C) |
| -------------------------- | --------------- | ---------------- |
| Ponto triplo do hidrogênio | 13,8033         | −259,3467        |
| Hidrogênio a 32,9 kPa      | 17              | −256,15          |
| Hidrogênio a 102,2 kPa     | 20,3            | −252,85          |
| Ponto triplo do neônio     | 24,5561         | −248,5939        |
| Ponto triplo do oxigênio   | 54,3584         | −218,7916        |
| Ponto triplo do argônio    | 83,8058         | −189,3442        |
| Ponto triplo do mercúrio   | 234,3156        | −38,8344         |
| Ponto triplo da água       | 273,16          | 0,01             |
| Ponto de fusão do gálio    | 302,9146        | 29,7646          |
| Ponto de fusão do índio    | 429,7485        | 156,5985         |
| Ponto de fusão do estanho  | 505,1181        | 231,928          |
| Ponto de fusão do zinco    | 692,73          | 419,527          |
| Ponto de fusão do alumínio | 933,473         | 660,323          |
| Ponto de fusão da prata    | 1234,93         | 961,78           |
| Ponto de fusão do ouro     | 1337,33         | 1064,18          |
| Ponto de fusão do cobre    | 1357,77         | 1084,62          |

Na faixa entre 3 K e 5 K respectivamente −270,15 °C a −268,15 °C não são usados pontos fixos, mas sim a pressão de vapor do hélio.